# Governo Breteuil
Il Governo Breteuil è stato il diciannovesimo esecutivo del Regno di Francia, in carica dall'11 al 16 luglio 1789. Fu il governo più corto della storia di Francia. 
Si formò a seguito del licenziamento del Governo Necker I ed ebbe come Primo Ministro il barone di Breteuil. 
Il re Luigi XVI, che aveva licenziato il governo precedente per via del suo non reagire alla nascita dell'Assemblea Nazionale Costituente (9 luglio), scelse appositamente Breteuil, ex-ministro sotto il Governo Vergennes, per via delle sue idee reazionarie e per la sua ostilità a Necker. Breteuil fece immediatamente affluire le Guardie francesi per mantenere l'ordine pubblico, ma non riuscì a evitare la Presa della Bastiglia (14 luglio). Per questo il barone fu licenziato due giorni dopo e fuggì in Svizzera. Il re chiamò allora nuovamente Necker a guidare il governo per tentare di negoziare con i rivoluzionari.

## Composizione
| Presidenza                                                         | Presidenza | Presidenza                                                  | Presidenza | Presidenza | Presidenza |
| Segretariato                                                       | Titolare   | Titolare                                                    | Titolare   | Partito    |            |
| ------------------------------------------------------------------ | ---------- | ----------------------------------------------------------- | ---------- | ---------- | ---------- |
| Principale Ministro di Stato                                       |            | Louis Auguste Le Tonnelier de Breteuil                      |            |            |            |
| Ministri di Stato                                                  |            |                                                             |            |            |            |
| Segretariato                                                       | Titolare   | Titolare                                                    | Titolare   | Partito    |            |
| Ministro di Stato per le province interne                          |            | Pierre-Charles Laurent de Villedeuil                        |            |            |            |
| Ministro di Stato per le province di confine                       |            | Victor-François de Broglie                                  |            |            |            |
| Ministro di Stato per le colonie                                   |            | Arnaud de La Porte                                          |            |            |            |
| Ministri                                                           |            |                                                             |            |            |            |
| Segretariato                                                       | Titolare   | Titolare                                                    | Titolare   | Partito    |            |
| Cancelliere                                                        |            | René Nicolas de Maupeou                                     |            |            |            |
| Segretario di stato per gli affari esteri                          |            | Paul François de Quélen de Stuer de Caussade de La Vauguyon |            |            |            |
| Segretario di stato per la guerra                                  |            | Victor-François de Broglie                                  |            |            |            |
| Segretario di stato per la marina                                  |            | Arnaud de La Porte                                          |            |            |            |
| Controllore generale delle finanze                                 |            | Claude Guillaume Lambert                                    |            |            |            |
| Ministri senza portafoglio                                         |            |                                                             |            |            |            |
| Segretariato                                                       | Titolare   | Titolare                                                    | Titolare   | Partito    |            |
| Segretario di stato della Maison du Roi e per gli affari religiosi |            | Pierre-Charles Laurent de Villedeuil                        |            |            |            |